# Goransko
Goransko je naselje v Črni gori, ki upravno spada pod občino Plužine.

## Demografija
| Pregled števila prebivalstva po letih | Pregled števila prebivalstva po letih | Pregled števila prebivalstva po letih | Pregled števila prebivalstva po letih | Pregled števila prebivalstva po letih | Pregled števila prebivalstva po letih | Pregled števila prebivalstva po letih | Pregled števila prebivalstva po letih | Pregled števila prebivalstva po letih |
| ------------------------------------- | ------------------------------------- | ------------------------------------- | ------------------------------------- | ------------------------------------- | ------------------------------------- | ------------------------------------- | ------------------------------------- | ------------------------------------- |
| 1948                                  | 1953                                  | 1961                                  | 1971                                  | 1981                                  | 1991                                  | 2003                                  | 2011                                  | 2023                                  |
| 410                                   | 483                                   | 463                                   | 378                                   | 309                                   | 320                                   | 334                                   | 272                                   | 226                                   |